# Борисов, Виктор Гаврилович
Борисов, Виктор Гаврилович (21 января, 1915, Москва — 4 мая, 2007) — радиоконструктор, журналист, писатель, автор книги «Юный радиолюбитель» и других научно-популярных изданий, пропагандист радиолюбительского движения.

## Вехи биографии
- Родился в Москве, 21 января 1915 года.[1]
- Окончил строительный техникум.[2]
- В начале 30-х годов начал работать на Центральной станции юных техников.
- Во время Великой Отечественной войны служил на Тихоокеанском флоте. Радист торпедного катера.
- В 1951 году вышли первые книги, в том числе первое издание книги «Юный радиолюбитель».
- В 1976 году пришел работать в журнал «Радио»[источник не указан 3375 дней], начал вести рубрику «Радио — начинающим»[2].
- В 1985 году седьмое издание его «Юного радиолюбителя» вышло рекордным тиражом в 300 тысяч экземпляров.
- Ушел из жизни на 93 году, накануне Дня радио[3]

## Награды
- Орден Отечественной войны II степени[4]
- Шестое издание его книги «Юный радиолюбитель» (1980 год) было удостоено специальной награды на Всесоюзном конкурсе на лучшее произведение научно-технической литературы.[5].